# Aníbal Ciocca

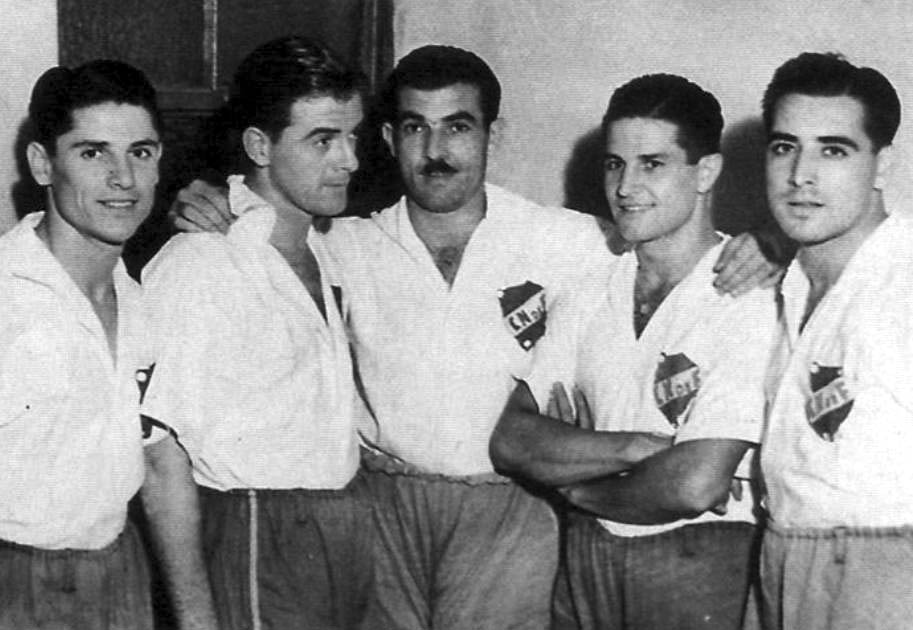
Delantera del Nacional que logró el Quinquenio. De izquierda a derecha: Luis Volpi, Aníbal Ciocca, Atilio García, Ballesteros y Bibiano Zapirain.

Aníbal Ciocca (23 de julio de 1915 - 7 de noviembre de 1981) fue un futbolista uruguayo de destacadas actuaciones durante las décadas del 30 y 40 e integrante de la delantera que conquistó el Quinquenio de Nacional.

## Trayectoria
Comenzó su carrera en Montevideo Wanderers en 1931, pasando el mismo año a Nacional. A lo largo de su estancia de más de una década en dicho club ocupó los tres puestos centrales de la delantera. La etapa más notable fue jugando de entreala derecho, integrando junto a Luis Ernesto Castro, Atilio García, Roberto Porta y Bibiano Zapirain la delantera que consiguió el Quinquenio de Oro. En Nacional jugó 353 partidos y convirtió 155 goles, ubicándose en el octavo puesto de la tabla histórica de goleadores del club. Con Nacional fue Campeón Uruguayo en ocho oportunidades. Defendiendo a la Selección Uruguaya fue Campeón Sudamericano en 1935 y 1942.

## Selección nacional
Fue internacional con la Selección de fútbol de Uruguay en 21 ocasiones, convirtiendo 7 goles.

### Participaciones en Copa América
| Copa              | Sede    | Resultado  | Partidos | Goles |
| ----------------- | ------- | ---------- | -------- | ----- |
| Copa América 1935 | Perú    | Campeón    | 3        | 3     |
| Copa América 1939 | Perú    | Subcampeón | 4        | 0     |
| Copa América 1942 | Uruguay | Campeón    | 6        | 2     |

## Clubes
| Club                 | País    | Año         |
| -------------------- | ------- | ----------- |
| Montevideo Wanderers | Uruguay | 1931        |
| Nacional             | Uruguay | 1931 - 1946 |

## Palmarés

### Campeonatos nacionales
| Título                  | Club     | País    | Año  |
| ----------------------- | -------- | ------- | ---- |
| Campeonato Uruguayo (1) | Nacional | Uruguay | 1933 |
| Campeonato Uruguayo (2) | Nacional | Uruguay | 1934 |
| Campeonato Uruguayo (3) | Nacional | Uruguay | 1939 |
| Campeonato Uruguayo (4) | Nacional | Uruguay | 1940 |
| Campeonato Uruguayo (5) | Nacional | Uruguay | 1941 |
| Campeonato Uruguayo (6) | Nacional | Uruguay | 1942 |
| Campeonato Uruguayo (7) | Nacional | Uruguay | 1943 |
| Campeonato Uruguayo (8) | Nacional | Uruguay | 1946 |

### Copas internacionales
| Título       | Selección          | Sede    | Año  |
| ------------ | ------------------ | ------- | ---- |
| Copa América | Selección uruguaya | Perú    | 1935 |
| Copa América | Selección uruguaya | Uruguay | 1942 |

### Distinciones individuales
| Distinción                                            | Año  |
| ----------------------------------------------------- | ---- |
| Goleador de la Primera División de Uruguay (13 goles) | 1934 |
| Goleador de la Primera División de Uruguay (14 goles) | 1936 |